# Syllis remex
Syllis remex är en ringmaskart som beskrevs av Chamberlin 1919. Syllis remex ingår i släktet Syllis och familjen Syllidae. Inga underarter finns listade i Catalogue of Life.